# Vinci (Spiel)
Vinci (von lateinisch vincere „besiegen“) ist ein Brettspiel für drei bis sechs Personen, entwickelt von Philippe Keyaerts.
Es ist bei Eurogames/Descartes erschienen. 

## Spielausstattung
- 1 Spielregel
- 1 Einführung
- 6 Spielhilfen
- 1 Spielplan (mit Erfolgsleiste)
- 1 Leinensäckchen
- 150 Holzfiguren in 6 Farben
- 6 dicke runde Holzspielsteine (Siegpunktmarker)
- 33 naturfarbene Holzspielsteine (neutrale Farbe)
- 45 quadratische Marker (repräsentieren ein niedergegangenes Reich)
- 52 Zivilisationskärtchen

## Spielablauf
In Vinci wird der Aufstieg und Niedergang von Zivilisationen simuliert.
Die Spieler gründen Reiche, die sich ausdehnen, um nach kurzer Blütezeit wieder auseinanderzufallen, wodurch Platz für neue Zivilisationen geschaffen wird. Jede Zivilisation unterscheidet sich von den vorhergegangenen durch unterschiedliche Fähigkeiten, die durch je zwei Zivilisationsplättchen ermittelt werden.
Immer wenn ein neues Reich gegründet wird, wählt der Spieler aus 12 ausliegenden Plättchen-Paaren 2 aus.
Diese Plättchen stehen für unterschiedliche Fähigkeiten und Vergünstigungen, beispielsweise „Ackerbau“ für ertragreicheres Bearbeiten von Getreidefeldern, „Astronomie“, um Meere zu durchqueren, diverse  Vorteile durch bestimmte Waffen beim Kampf usw.
Glaubt der Spieler, das Potential seines Reiches sei ausgeschöpft, kann er den Niedergang erklären und eine neue Zivilisation wählen. 
Jeder Spieler bekommt Punkte für die Entwicklung seiner Reiche auf dem Spielplan, und derjenige mit den meisten Punkten bei Spielende ist der Sieger.